# Odznaka tytułu honorowego „Zasłużony Energetyk Polskiej Rzeczypospolitej Ludowej”
Odznaka tytułu honorowego „Zasłużony Energetyk Polskiej Rzeczypospolitej Ludowej” – jedna z piętnastu odznak tytułów honorowych przyznawanych w PRL, ustanowiona 31 stycznia 1985 jako wyróżnienie dla najbardziej zasłużonych pracowników energetyki, którzy wyróżnili się wybitnymi osiągnięciami w dziedzinie energetyki, a zwłaszcza opracowaniem nowych rozwiązań technicznych i organizacyjnych, wprowadzaniem ich i upowszechnianiem w gospodarce narodowej oraz udziałem w doskonaleniu kadr pracowników energetyki.
Do 23 lipca 1985 tytuł przysługiwał tylko osobom odznaczonym uprzednio orderami i tytułami honorowymi.
Tytuł honorowy nadawano z okazji Dnia Energetyka (pierwsza niedziela września). Odznakę noszono po prawej stronie piersi. Laureatom tytułu przysługiwał dodatek do renty lub emerytury tzw. chlebowy.
Wszystkie tytuły honorowe zostały zlikwidowane 23 grudnia 1992, ustawą z dnia 16 października 1992, pozostawiając dotychczasowym laureatom prawo do ich używania.